# Île Enderby
L'île Enderby est une île inhabitée faisant partie de l'archipel des îles Auckland, dont elle est l'île la plus au nord. Elle a été nommée en hommage à Charles et Samuel Enderby.

## Géographie
L'île se trouve au large de l'extrémité nord-est de l'île d'Auckland, juste en face de l'embouchure de Port-Ross dont elle est séparée d'environ 3 kilomètres. Plusieurs îles se trouvent dans le détroit entre les deux îles, notamment l'île Rose, Ewing et Ocean (ceb). Parmi celles-ci, l'île Rose se situe entre les deux points les plus proches d'Auckland et d'Enderby, séparées d'eux par deux canaux étroits, chacun d'environ 400 mètres de largeur. L'île comprend environ 1% de la superficie totale du groupe d'îles d'Auckland.

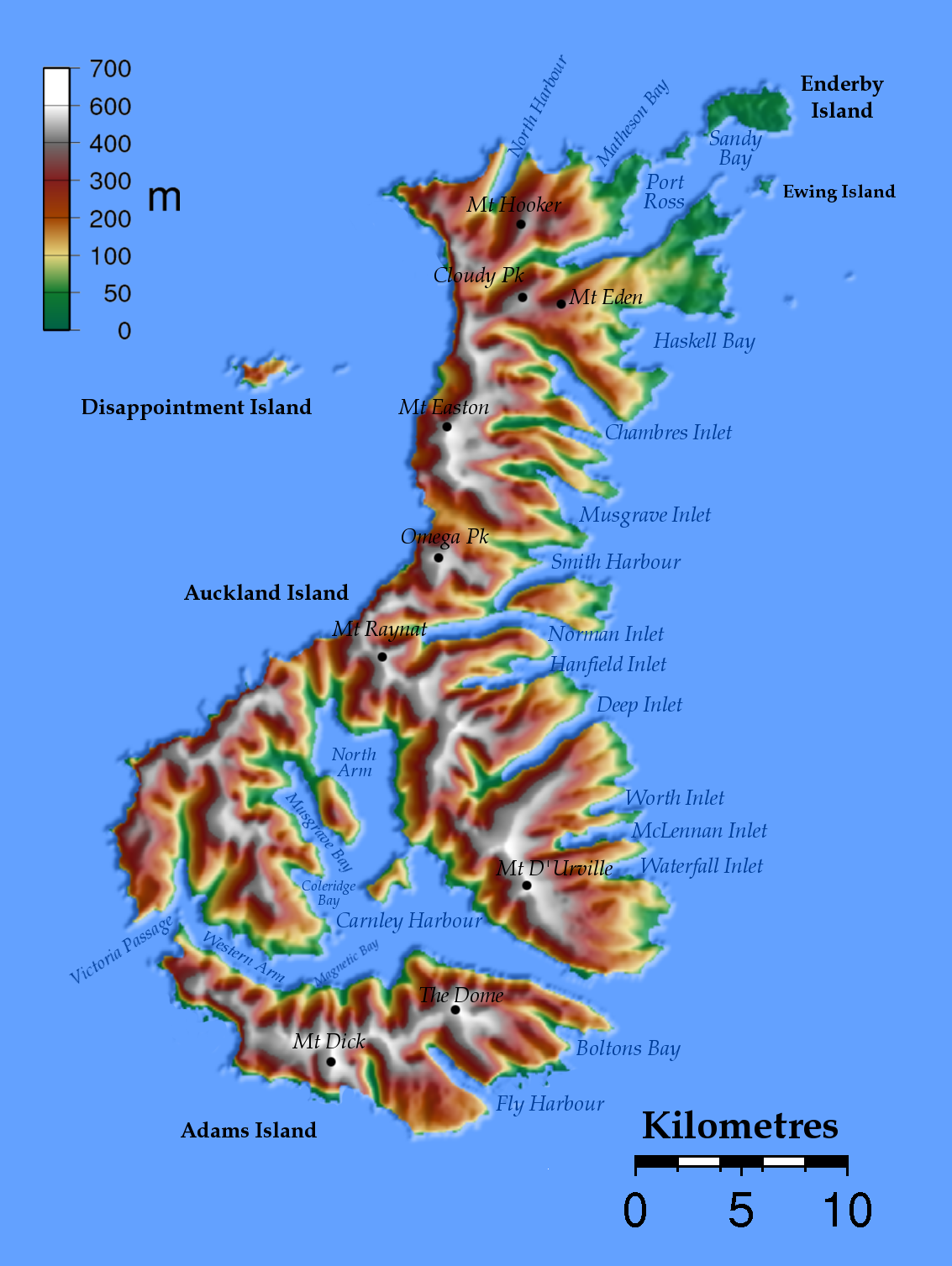
L'île Enderby au nord

Enderby a peu de caractéristiques géographiques notables. Elle est entourée de falaises et de rivages rocheux, le seul point d'amarrage étant à Sandy Bay, au sud-ouest de l'île. Plusieurs huttes historiques sont situées dans cette baie, qui abrite également une colonie de reproduction de lion de mer de Nouvelle-Zélande. Une grande partie de l'intérieur de l'île est constituée de tourbières et de zones humides, drainées par de nombreux petits ruisseaux. Un petit lac, Teal Lake, est situé près de la rive sud-est. Le point le plus au nord de l'île, également le point le plus au nord des îles Auckland, est le Derry Castle Reef, du nom du navire Derry Castle (en), qui y a coulé en 1887.
L'île Enderby est un point culminant du plateau de Campbell et est composée de restes volcaniques érodés provenant d'éruptions survenues il y a entre 25 et 10 millions d'années.

## Histoire

### Occupation polynésienne
Des explorateurs polynésiens sont arrivés sur l'île au XIIIe ou XIVe siècle, à peu près au même moment où la Nouvelle-Zélande continentale était colonisée. Des fouilles archéologiques ont révélé leur présence à Sandy Bay, dans un endroit abrité et relativement hospitalier, donnant accès aux colonies de phoques. Des fours en terre creusés contenant des ossements de phoques et d'otaries, de poissons, de moules, d'albatros et de pétrels on était aussi découvert. Les Polynésiens sont restés un ou plusieurs étés et ont laissé derrière eux des grattoirs, des outils et des hameçons.
Après le départ des Polynésiens, les îles d'Auckland étaient inhabitées jusqu'à ce qu'elles soient redécouvertes par Abraham Bristow à bord du baleinier Ocean en août 1806. Il a nommé l'île d'après les propriétaires de son navire, Samuel Enderby & Sons (en).

### Naufrage duDerry Castle

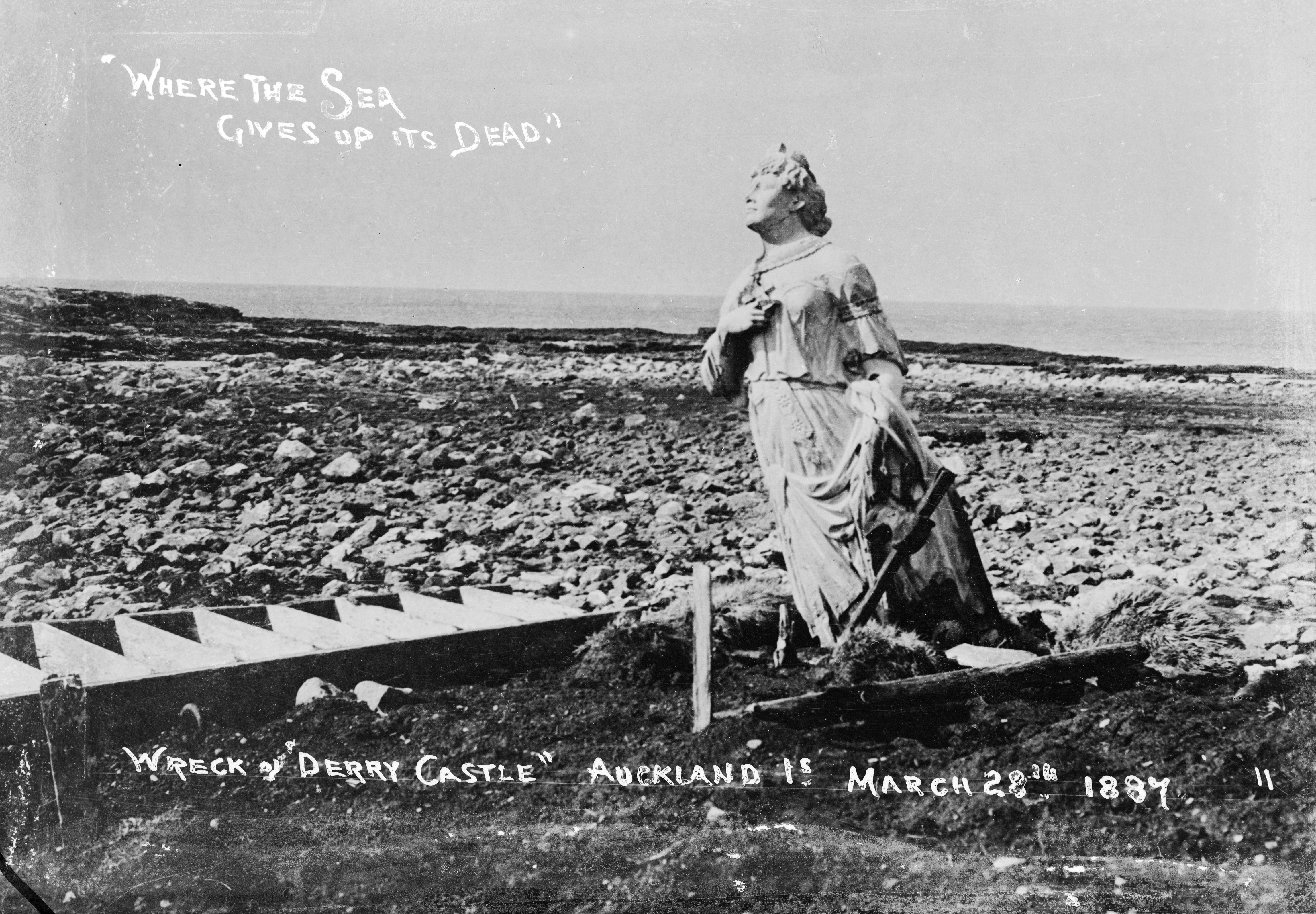
La figure de proue du Derry Castle avec la phrase "où la mer rend ses morts"

Le 20 mars 1887, le Derry Castle (en) , un trois-mâts barque en fer immatriculée à Boston, s'est échoué au large de l'île neuf jours après le début de son voyage. Le navire était en route de Geelong à Falmouth, et était composé d'un équipage de vingt-trois marins. Il transportait un passager et une cargaison de blé. Il appartenait à P. Richardson & Co. et était sous le commandement du capitaine J. Goffe.
Les survivants du naufrage ont trouvé un Castaway depot (en) à Sandy Bay. Ils ont commençaient la construction d'autres abris rudimentaires autour de ce dépôt. Sur une falaise surplombant la mer, ils ont enterré les corps de leurs compagnons d'équipage qui s'étaient échoués sur le rivage. Les tombes étaient marquées de la figure de proue du navire. Après 192 jours, le Derry Castle a été officiellement déclaré disparu par Lloyd's of London.
Le 21 septembre 1887, un bateau à vapeur, l'Awarua, arriva à Victoria avec à son bords les huit survivants restants du Derry Castle. Celui-ci revenait d'une expédition illégale de chasse au phoque dans les îles Auckland.
Les tombes des marins a été entretenues pendant de nombreuses années par le gouvernement néo-zélandais jusqu'à ce qu'elle s'enfonce dans le sol. Cependant, pendant la Seconde Guerre mondiale, la figure de proue du navire a été restauré par des Coastwatchers stationnés sur les îles dans le cadre du programme Cape Expedition (en). La figure de proue peut maintenant être observé (ainsi que d'autres objets de l'épave) au Canterbury Museum à Christchurch, en Nouvelle-Zélande. À son emplacement initiale, une pierre tombale marque désormais l'emplacement des sépultures des marins.

## Faune

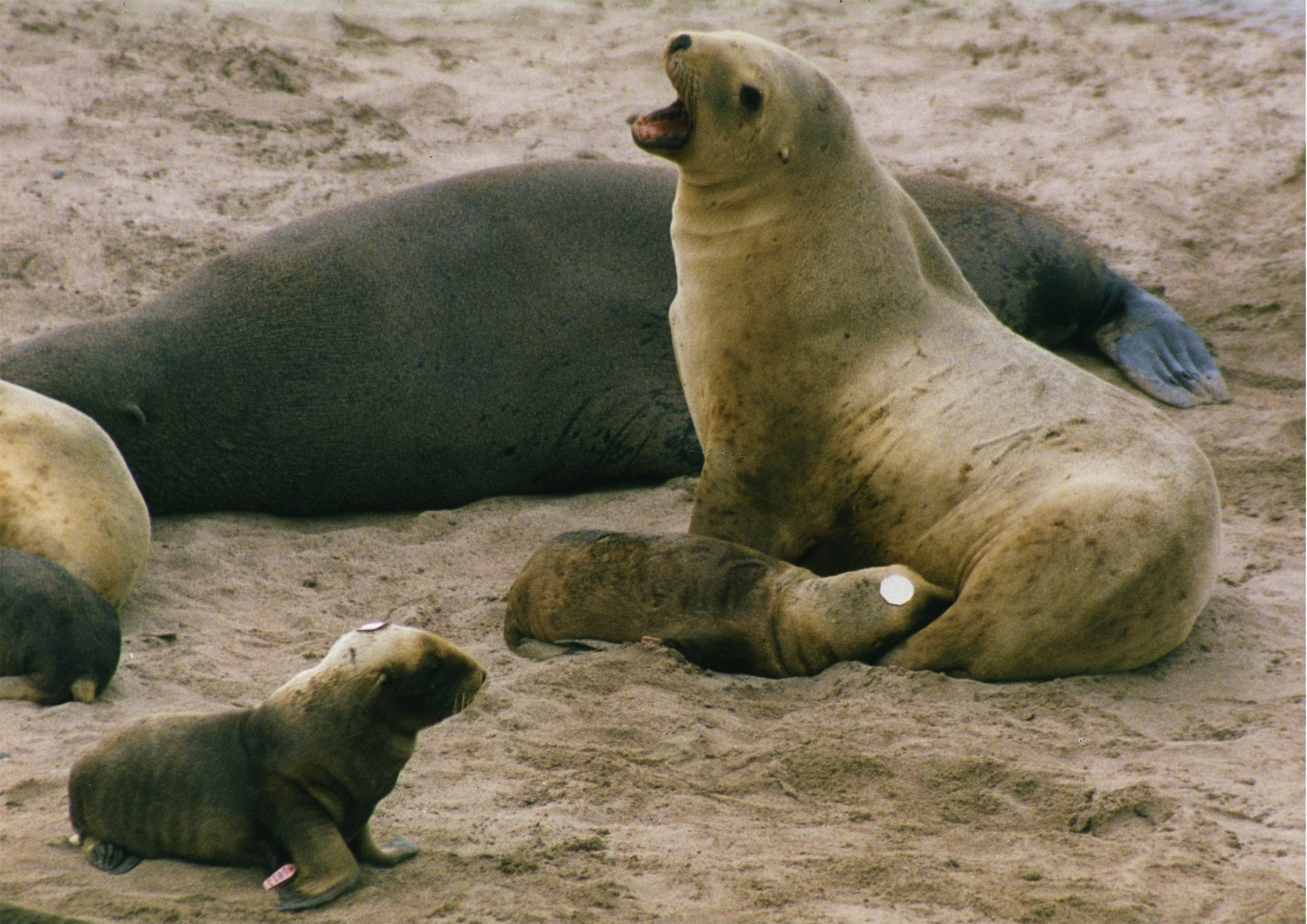
Un lion de mer de Nouvelle-Zélande allaitant sur une plage

### Zone importante pour la conservation des oiseaux
L'île d'Enderby a été débarrassée des espèces introduites par l'homme, telles que les bovins, les porcs, les lapins et les rats en 1994, et en 2015, l'abondance de la faune était notable par rapport à l'île d'Auckland. L'île fait partie de la Zone importante pour la conservation des oiseaux (ZICO), identifié comme tel par BirdLife International en raison de l'importance de groupe de site de reproduction pour plusieurs espèces d'oiseaux de mer comme le cormoran des Auckland, la sarcelle d'Auckland, la râle des Auckland et la bécassine des Auckland, tous endémiques.

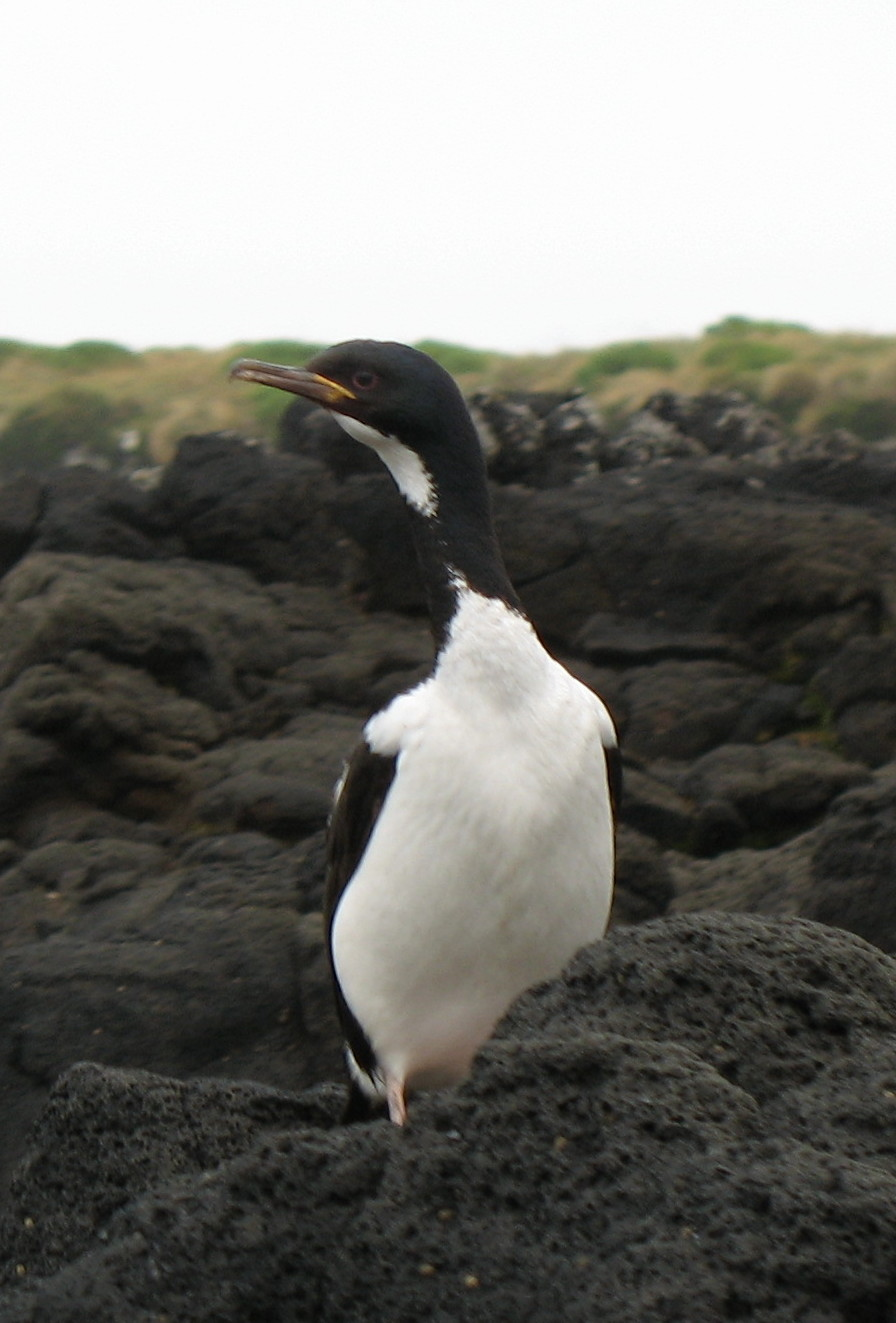
Un cormoran des Auckland sur l'île d'Enderby

Les autres espèces animales comprennent le labbe antarctique, le pipit de Nouvelle-Zélande, le lion de mer de Nouvelle-Zélande, le pétrel de Hall et le manchot antipode. La végétation dominante est composée de Metrosideros et de Mégaherbe telles que des Campbell Island carrot (en).

### Bovins
Comme pour les lapins, le bétail a été introduit sur l'île d'Enderby à la fin du XIXe siècle. Le shorthorn a été amené sur l'île par des baleiniers en 1894 où il a continué à survivre grâce au varech et à d'autres flores insulaires, devenant une variété sauvage distinctive. Au milieu des années 1980, le bétail avait presque dépouillé l'île de sa végétation, un problème qui a attiré l'attention du ministère de la Conservation de la Nouvelle-Zélande. En réponse, des efforts ont été faits pour éradiquer le bétail sur l'île. Au milieu des années 1990, il ne restait plus qu'une seule vache, « Lady ». Lady a été emmenée en Nouvelle-Zélande continentale en février 1993. Depuis lors, elle a fait l'objet d'efforts intenses pour sauver la variété, efforts qui ont inclus le clonage. Lady est décédée en mai 2009, âgée de plus de vingt ans.

### Lapins

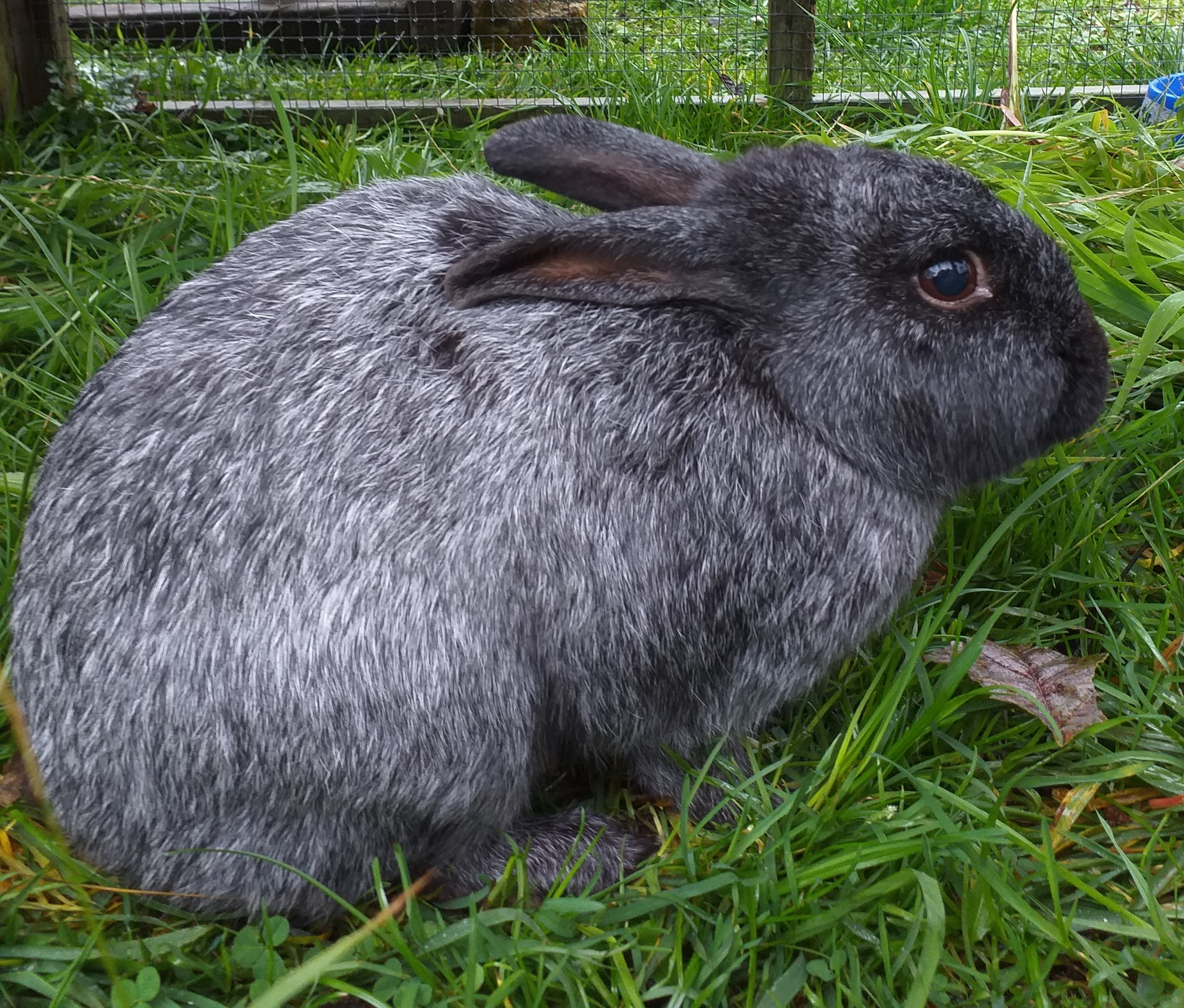
Lapin d'Enderby

Une variété distincte de lapin vivait sur l'île d'Enderby. Les lapins ne sont pas indigènes à l'île; leurs ancêtres ont été amenés d'Australie en octobre 1865 pour servir de nourriture aux survivants de naufrage. À la suite de leur introduction, la population a été isolée pendant près de 130 ans. Les lapins ont été éradiqués de l'île au début des années 1990, bien que certains aient été sauvés et que la race survie en captivité. Les lapins de l'île d'Enderby sont principalement de couleur gris argenté, mais un gène récessif garantit qu'un petit pourcentage est crème ou beige.